# امیل نلیگان
امیل نلیگان (به انگلیسی: Émile Nelligan) شاعر قرن نوزدهم میلادی اهل کبک - کانادا است.